# Оксен Мірзоян
Оксен Мірзоян (11 червня 1961) — радянський важкоатлет.
Олімпійський чемпіон 1988 року в категорії до 56 кг.
Чемпіон світу 1983 року в категорії до 56 кг, срібний призер 1982 (до 56 кг), 1985 (до 56 кг) років, бронзовий призер 1986 (до 56 кг), 1987 (до 60 кг) років.
Чемпіон Європи 1983 року в категорії до 56 кг, срібний призер 1982 (до 56 кг), 1985 (до 56 кг), 1986 (до 56 кг) років.
Чемпіон СРСР 1982, 1983, 1988, 1991 років.